# Donald J. Cram
Donald James Cram, född 22 april 1919 i Chester, Vermont, död 17 juni 2001 i Palm Desert, Kalifornien, var en amerikansk kemist. Han tilldelades, tillsammans med
Jean-Marie Lehn och Charles J. Pedersen, Nobelpriset i kemi 1987 med motiveringen 
"för deras utveckling och användning av molekyler med strukturspecifik växelverkan av hög selektivitet". 
Pedersen fick halva prissumman och Cram och Lehn delade på den andra halvan.
Cram, Lehn och Pedersen lyckades framställa molekyler med specifik och selektiv funktion. De interagerade med andra molekyler som de, genom sin struktur och form, passade ihop med. Molekylerna härmade existerande enzymer och kunde därmed användas för att studera sådana ämnens funktion. De tillverkade molekylerna har sedan fått namnet gästvärdföreningar.